# Дементьево (Устюженский район)
Дементьево — деревня в Устюженском районе Вологодской области.
Входит в состав Устюженского сельского поселения, с точки зрения административно-территориального деления — в Устюженский сельсовет.
Расстояние по автодороге до районного центра Устюжны — 6 км. Ближайшие населённые пункты — Исаково, Кормовесово, Кузьминское.
По переписи 2002 года население — 14 человек.